# Péninsule de Merz
La péninsule de Merz est une péninsule irrégulière couverte de glace, d'environ 28 kilomètres de long dans une direction est-ouest et d'une largeur moyenne de 46 kilomètres, située entre Hilton Inlet (en) et Violante Inlet (en) sur la côte est de la Terre de Palmer en Antarctique.

## Histoire
Elle a été découverte et photographiée depuis les airs en décembre 1940 par le US Antarctic Service puis, en 1947, de nouveau depuis les airs par l'expédition de recherche antarctique dirigée par Finn Ronne, qui, en collaboration avec le Falkland Islands Dependencies Survey (FIDS), l'a cartographiée depuis le sol. 
La presqu'île a été nommée par la FIDS en hommage à Alfred Merz, un océanographe autrichien, premier chef de l'expédition allemande sur le Meteor en 1925–1926. 